# Войник (община)
Община Войник (словен. Občina Vojnik) — одна з общин в центральній Словенії. Адміністративним центром є місто Войник. Крім розвитку сільських районів і туристичної діяльності в общині важливими є розвиток ремесел та підприємництва. Община має багату культурну спадщину, природну спадщину.

## Населення
У 2011 році в общині проживало 8467 осіб, 4184 чоловіків і 4283 жінок. Чисельність економічно активного населення (за місцем проживання), 3488 осіб. Середня щомісячна чиста заробітна плата одного працівника (EUR), 890,01 (в середньому по Словенії 987.39). Приблизно кожен другий житель у громаді має автомобіль (52 автомобілі на 100 жителів). Середній вік жителів склав 41,2 року (в середньому по Словенії 41.8). 